# النافذة السداسية
النافذة السداسية وتُعرف أيضًا بنافذة ميلنيكوف أو نافذة قرص العسل هي نافذة سداسية الشكل، تُشبه خلية النحل أو شبكة بلورية من الجرافيت. يمكن أن تكون النافذة رأسية أو أفقية، قابلة للفتح أو ثابتة، كما يمكن أن تكون منتظمة أو مستطيلة الشكل، ويمكن أن تحتوي على فاصل (عمود).
عادةً ما تُستخدم النوافذ الخلوية في العلية أو كعنصر زخرفي، ولكنها قد تكون أيضًا عنصرًا معماريًا رئيسيًا لتوفير الإضاءة الطبيعية داخل المباني. تُعد النوافذ السداسية نادرة نسبيًا وترتبط بأنماط معمارية مثل البنائية والوظيفية، وأحيانًا التكعيبية.

## التاريخ
استُخدمت النوافذ السداسية العلوية أحيانًا في عمارة القصور في شمال أوروبا في القرن التاسع عشر، وقد اكتسب هذا المفهوم رواجًا بفضل المهندس المعماري البنائي الروسي كونستانتين ميلنيكوف الذي كان منزله الشهير يحتوي على 124 نافذة سداسية، والتي كانت المصدر الرئيسي للضوء نظرًا لعدم توفر إضاءة السقف في العديد من الغرف تُعد النوافذ الخلوية أيضًا سمة من سمات العمارة الوظيفية الإسكندنافية في الأربعينيات والستينيات من القرن العشرين، وهي نوع من التوليف بين التقليد والحداثة في العمارة.
اليوم قد ترتبط النوافذ السداسية بمنازل قرص العسل، وهو مفهوم اقترحه المهندس المعماري فرانك لويد رايت ويستكشف فكرة العمارة العضوية، التي تعتبر الطبيعة المصدر الرئيسي للخيال المعماري.